# Башкиры в Турции
Башкиры в Турции (баш. Başqorttar Törkiälä; тур. Türkiye'deki Başkurtlar) — этнические башкиры постоянно проживающие в Турции, являющиеся турецкими гражданами или имеющие вид на жительство.  

## История

### Ранний период
Эмиграция башкир в Турцию началась ещё в XVII веке, когда башкирские силы активно противостояли царским властям в русско-башкирских войнах. Причиной эмиграции служило недовольство царской политикой и регулярные попытки христианизации, подавления мусульманских убеждений. Некоторым башкирам удавалось сбежать в Османскую империю различными способами. Существует версия, что известный башкирский военный деятель Кинзя Арсланов бежал именно в Османскую империю после 1774 года. Во время башкирского восстания 1704-1711 башкиры пытались создать мусульманское ханство на территории башкирских земель, под покровительством Османской империи.

### XIX и XX век
Имея исторический опыт попыток насильственной христианизации со стороны России, многие башкиры, будучи обеспокоенными очередными такими попытками, в середине XIX века эмигрировали в Османскую империю. Имелись случаи запросов в министерство внутренних дел России об эмиграции в Османскую империю, что вызвало обеспокоенность с русской стороны. В дальнейшем послужило введением временного запрета на выезд за границу башкирам, чтобы избежать массовой эмиграции башкир.
В конце XIX и начале XX века некоторые башкиры выезжали в Османскую империю для получения образования, некоторые из которых там оставались.
Активное развитие эмиграции башкир в Турцию началось после Октябрьской революции, когда к власти пришли большевики. Многие башкиры-валидовцы эмигрировали именно в Турцию, исходя из близких культурных и идеологических связей. Вместе с ними эмигрировали и известные башкирские личности, такие как Ахмет Заки Валиди, отец-основатель Башкортостана и национальный деятель. В Турции он продолжил свою научную деятельность в Стамбульском университете, его дети по прежнему проживают в Турции. Уехал и Абдулкадир Инан, Зия Ускайнак, Шагибек Узбеков и другие. Были и те, кто эмигрировал после Первой Мировой войны и Второй Мировой войны.
Некоторая часть башкир осела в Турции, после участия в Первой мировой войне, в составе Азиатского батальона.

### Современность
Большинство башкир эмигрировало в Турцию в недавнем времени. Большинство из них эмигрировало по личным мотивам.

## Современность
Большинство башкир сегодня проживает в Анталии и Стамбуле. В Турции проводятся башкирские праздники и мероприятия, существуют некоторые организации.